# 諾頓 (亞利桑那州)
諾頓（英語：Norton）是位於美國亞利桑那州尤馬縣的一個非建制地區。該地的面積和人口皆未知。

## 地理
諾頓的座標為32°48′38″N 113°47′56″W / 32.81056°N 113.79889°W，而該地的平均海拔高度為96米（即315英尺）。